# Tiếng Moghol
Tiếng Moghol (hay Mogholi; tiếng Dari: مُغُلی) là một ngôn ngữ Mông Cổ rất nguy cấp hoặc có thể đã tuyệt chủng được nói ở tỉnh Herat, Afghanistan, tại các làng Kundur và Karez-i-Mulla. Nó được sử dụng bởi người Moghol, với khoảng 2.000 nhân khẩu vào những năm 1970. Họ là hậu duệ của những đội quân Mông Cổ dưới trướng Thành Cát Tư Hãn đóng quân ở Afghanistan vào thế kỷ 13.
Vào thập niên 1970, khi học giả người Đức Michael Weiers nghiên cứu thực địa về tiếng Moghol, rất ít người nói ngôn ngữ này, hầu hết biết đến nó một cách thụ động và hầu hết đều trên 40 tuổi. Không biết liệu có còn người nói ngôn ngữ này hay không.
Ngôn ngữ này chịu ảnh hưởng mạnh mẽ của tiếng Ba Tư về âm vị học, hình thái học và cú pháp, khiến Weiers tuyên bố rằng nó có bề ngoài của một "ngôn ngữ creole Nội Á thực sự".

## Chữ viết
Trong lịch sử, tiếng Moghol được viết bằng phiên bản sửa đổi của chữ viết Ba Tư-Ả Rập. Văn học tiếng Moghol còn tồn tại bao gồm các văn bản Hồi giáo, thơ ca, từ vựng Mogholi-Ba Tư và ngữ pháp Mogholi.
| ح | چ | ج | ث | ت | پ | ب | ا |
| ش | س | ژ | ز | ر | ذ | د | خ |
| ق | ف | غ | ع | ظ | ط | ض | ص |
| ی | و | ه | ن | م | ل | گ | ك |

## Âm vị học
Âm vị học của tiếng Moghol chịu ảnh hưởng từ tiếng Ba Tư. Nó có một hệ thống sáu nguyên âm với độ dài không tương phản: /i e a u o ɔ/.

## Đại từ
Các đại từ nhân xưng tiếng Moghol là:
| ngôi  | số ít  | số nhiều                                  |
| ----- | ------ | ----------------------------------------- |
| thứ 1 | bi     | bidah ~ bidat (chúng ta); mån (chúng tôi) |
| thứ 2 | ci     | tå ~ tåd                                  |
| thứ 3 | i ~ ih | tid ~ tit                                 |

Các đại từ chỉ định là:
- inah ~ enah "cái này"
- inat ~ enad "những cái này"
- mun~ munah "cái kia"
- munat ~ mutah ~ mutat "những cái kia"

Các đại từ nghi vấn là:
- emah ~ imah ~ imas "cái gì"
- ken~ kiyan "ai"
- kenaiki "của ai"
- emadu ~ imadu ~ emaji ~ imaji ~ emagalah "tại sao"
- emaula- "để làm gì"
- ked ~ keddu "bao nhiêu"
- keja "khi nào"
- oshtin "làm thế nào"

Các đại từ phản thân là:
- orin "bản thân"
- orindu-nah "cho bản thân"
- usa-nah "bản thân"

## Văn bản mẫu
Weiers đã ghi lại bài thơ sau đây của nhà thơ Moghol Abd Al-Qadir.
| Văn bản tiếng Moghol của Weiers: Dotanamni dog baina Hawoi ukini aimag baina Nesoni ugunambi agar toni baiji Mota giri qara qurgani baina. Ekimni dard kina halmini geibe Bemoor boljambi kam khormini geibe Bemoor boljambi kam khormini khodai jaan Ena bemoreztu parwoimini geibe. | Dịch ý tiếng Việt: Trong tim tôi có một vết thương Cô gái tôi tìm kiếm và khao khát thuộc bộ tộc Aimaq Một dấu hiệu tôi cho bạn biết, nếu bạn tình cờ ở gần cô ấy Biết rằng trong ger (yurt) của cô ấy có một con cừu đen Đầu tôi đau, tình trạng tôi rất tệ Tôi bị bệnh và không quan tâm Tôi bị bệnh, nhưng chỉ quan tâm đến tình yêu của Thượng Đế Bệnh này tôi (do đó) không quan tâm. |

Một bài thơ hoặc bài hát tiếng Moghol khác của Abd Al-Qadir được viết bằng chữ Ả Rập (từ Weiers):
| Văn bản tiếng Moghol của Weiers: Argun-i kulkah utalat Cingiz kulkah ulu'at Nirah-ci-du kulkah gahat ya gaut al-a'zam gar bari Karyas-du-ci kibah nudun lar-i dazam iz abatun Mun abd qadir gai urun ya gaut al-a'zam gar bari | Dịch ý tiếng Việt: Chúa của các chúa Arghun xưa, vua của các vua Thành Cát Tư Hãn Dưới tên của Ngài là mọi điều cổ xưa, hỡi đấng hòa giải tối cao nắm tay (tôi) Trong trại của Ngài, đôi mắt của những người bạn đau khổ sẽ yên nghỉ Cũng chính Abd Qadir đó đã yên nghỉ, hỡi đấng hòa giải tối cao hãy nắm lấy tay (tôi) |

## Số đếm
|    | Nghĩa tiếng Việt | Tiếng Moghol                   | Tiếng Mông Cổ nguyên thủy | Tiếng Mông Cổ hiện đại |
| -- | ---------------- | ------------------------------ | ------------------------- | ---------------------- |
| 1  | một              | nikah ~ nika/n                 | *nike/n                   | neg                    |
| 2  | hai              | qeyår ~ qiar                   | *koxar ~ *koyar           | khoyor                 |
| 3  | ba               | ghorbån ~ qurban               | *gurba/n                  | gurav                  |
| 4  | bốn              | dorbån ~ durba/n               | *dörbe/n                  | döröv                  |
| 5  | năm              | tåbun ~ tabun                  | *tabu/n                   | tav                    |
| 6  | sáu              | åsun ~ essun ~ jurghan ~ shish | *jirguxa/n                | zurgaa                 |
| 7  | bảy              | dålån ~ húft                   | *doluxa/n                 | doloo                  |
| 8  | tám              | sålån ~ húshtu                 | *na(y)ima/n               | naym                   |
| 9  | chín             | tåsån ~ no                     | *yersü/n                  | yös                    |
| 10 | mười             | arbån ~ arban ~ dá             | *xarba/n                  | arav                   |